# Geely Ziyoujian
La Geely Ziyoujian (chinois : 吉利 自由舰 ; pinyin : Jílì Zìyóujiàn) est un véhicule du constructeur automobile chinois Geely.
La Ziyoujian, ou Freedom Ship, est basée sur la Daihatsu Charade de 1987.
Elle est vendue à l'export sous le nom de Geely CK.
Elle est motorisée par un 4 cylindres de 86 ch ou de 94 ch. C'est le best-seller de Geely.